# BBTV Channel 7
Бі-Бі-Ті-Ві канал 7 (англ. BBTV Channel 7, тай. สถานีโทรทัศน์สีกองทัพบกช่อง 7, скор. CH7) — таїландська медіа-компанія медіа-компанія зі штаб-квартирою в Бангкоконі і більше 20 регіональних станцій мережі по всьому Таїланду. Він належить Bangkok Broadcasting & Television. Заснована в 1967 році і діючий олюваній головою Кріт Раттанарак.

## Ефір

### Серіали
- 1990 : Khu Kam (розпочато Тонгчай Макінтайр)[3]
- 1991 : Su San Khon Pen
- 2006 : Sao Noi Oai Kwan

### Програми
- 1986-2015 : Chet See Con Cert
- 1980s-тепер : Khao Ded Chet See
- 1970-тепер : Muay Thai Chet See[4]
- 1987-1990s : Jor Sanarm